# Município de Washington (condado de Franklin, Ohio)
O município de Washington (em inglês: Washington Township) é um município localizado no condado de Franklin no estado estadounidense de Ohio. No ano de 2010 tinha uma população de 1.549 habitantes e uma densidade populacional de 174,11 pessoas por km².

## Geografia
O município de Washington encontra-se localizado nas coordenadas 40° 04′ 18″ N, 83° 11′ 10″ O. Segundo a Departamento do Censo dos Estados Unidos, o município tem uma superfície total de 8.9 km², da qual 8.84 km² correspondem a terra firme e (0.67%) 0.06 km² é água.

## Demografia
Segundo o censo de 2010, tinha 1.549 habitantes residindo no município de Washington. A densidade populacional era de 174,11 hab./km². Dos 1.549 habitantes, o município de Washington estava composto pelo 77.21% brancos, o 2.58% eram afroamericanos, o 0.13% eram amerindios, o 10.97% eram asiáticos, o 0.06% eram insulares do Pacífico, o 6.33% eram de outras raças e o 2.71% pertenciam a duas ou mais raças. Do total da população o 12.4% eram hispanos ou latinos de qualquer raça.